# ماچوانسکی پرنگاوور
ماچوانسکی پرنگاوور (به صربی: Mačvanski Prnjavor) یک منطقهٔ مسکونی در صربستان است که در شاباتس واقع شده‌است. ماچوانسکی پرنگاوور ۳٬۹۰۶ نفر جمعیت دارد.